# Placy-Montaigu
Placy-Montaigu foi uma comuna francesa na região administrativa da Normandia, no departamento da Mancha. Estendia-se por uma área de 8,99 km². Em 2010 a comuna tinha 219 habitantes (densidade: 24,4 hab./km²).
Em 1 de janeiro de 2017, passou a formar parte da nova comuna de Saint-Amand-Villages.